# شینسنگومی (مانگا اثر اوسامو تزوکا)
شینسنگومی (به ژاپنی: 新選組)، یک مانگای شونن اثر اوسامو تزوکا است که در سال ۱۹۶۳ منتشر شد. این مانگا در کتاب شونن (شوئیشا) به صورت سریالی منتشر شد.
سال ۱۹۶۳ صدمین سالگرد شینسنگومی (صدمین سالگرد تأسیس روشیگومی) بود.
در سال ۲۰۲۴ اعلام شد که یک سریال لایو اکشن در بخش «درام دوره جدید» در شبکه تلویزیونی آساهی با عنوان «من با تو شکوفا خواهم شد ~ وقایع‌نگاری جوانان شینسنگومی» بر پایه این مانگا ساخته خواهد شد.